# Ecliptopera haplocrossa
Ecliptopera haplocrossa es una especie de polilla de la familia Geometridae. La especie fue descrita por primera vez por Louis Beethoven Prout en 1938 con distribución en China. El holotipo de la especie fue descrita en Kwanhsien, provincia de Sichuan.